# Ruj
Ruj (rujevina, lat. Rhus), rod listopadnih penjačica, grmova i drveća iz porodice Anacardiaceae. Latinsko ime roda dolazi iz grčke riječi rhodo (crven), zbog boje plodova, a koristio ga je još Teofrast.
Listovi mirisavog ruja, Rhus coriaria, koriste se za aromatiziranje duhana,a neke zemlje ovu biljku uzgajaju zbog proizvodnje tanina.
Rodu pripada 54 priznate vrste, a u Hrvatskoj su poznate vrste Mirisavi ruj i runjavi ili kiseli ruj.
Biljka otrovni ruj pripada rodu toxicodendron (Toxicodendron vernix), otrovna je na dodir, nekada je bila klasificirana ovom rodu, pa joj je ostalo ime ruj.

## Vrste
1. Rhus allophyloides Standl.
2. Rhus amherstensis W.W.Sm.
3. Rhus andrieuxii Engl.
4. Rhus aromatica Aiton
5. Rhus arsenei F.A.Barkley
6. Rhus × ashei (Small) Greene
7. Rhus bahamensis G.Don
8. Rhus barclayi (Hemsl.) Standl.
9. Rhus caudata Lauterb.
10. Rhus chinensis Mill.
11. Rhus chondroloma Standl.
12. Rhus choriophylla Wooton & Standl.
13. Rhus ciliolata Turcz.
14. Rhus copallinum L.
15. Rhus coriaria L.
16. Rhus dhuna Buch.-Ham. ex Hook.f.
17. Rhus duckerae F.A.Barkley
18. Rhus galeottii Standl.
19. Rhus glabra L.
20. Rhus hartmanii F.A.Barkley
21. Rhus hypoleuca Champ. ex Benth.
22. Rhus integrifolia (Nutt.) Benth. & Hook.f. ex W.H.Brewer & S.Watson
23. Rhus jaliscana Standl.
24. Rhus kearneyi F.A.Barkley
25. Rhus lamprocarpa Merr. & L.M.Perry
26. Rhus lanceolata (A.Gray) Britton
27. Rhus lenticellosa Lauterb.
28. Rhus lentii Kellogg
29. Rhus linguata Slis
30. Rhus michauxii Sarg.
31. Rhus microphylla Engelm.
32. Rhus muelleri Standl. & F.A.Barkley
33. Rhus nelsonii F.A.Barkley
34. Rhus oaxacana Loes.
35. Rhus ovata S.Watson
36. Rhus pachyrrhachis Hemsl.
37. Rhus palmeri Rose
38. Rhus potaninii Maxim.
39. Rhus × pulvinata Greene
40. Rhus punjabensis J.L.Stewart ex Brandis
41. Rhus rubifolia Turcz.
42. Rhus sandwicensis A.Gray
43. Rhus schiedeana Schltdl.
44. Rhus schmidelioides Schltdl.
45. Rhus standleyi F.A.Barkley
46. Rhus taishanensis S.B.Liang
47. Rhus taitensis Guill.
48. Rhus tamaulipana B.L.Turner
49. Rhus teniana Hand.-Mazz.
50. Rhus tepetate Standl. & F.A.Barkley
51. Rhus terebinthifolia Schltdl. & Cham.
52. Rhus trilobata Nutt.
53. Rhus typhina L.
54. Rhus vestita Loes.
55. Rhus virens Lindh. ex A.Gray
56. Rhus wilsonii Hemsl.